# ستيف فوستر
ستيف فوستر (بالإنجليزية: Steve Foster)‏ (مواليد 24 سبتمبر 1957) هو لاعب كرة قدم. يلعب مع منتخب إنجلترا لكرة القدم. سبق له أن لعب في كأس العالم لكرة القدم مع منتخب بلاده.

## مسيرته الكروية
لعب ستيف فوستر خلال مسيرته الاحترافية مع 5 أندية في ثلاثة وعشرون موسمًا وسجل خلالها 42 هدفًا ضمن 669 مباراة. ولم يفز بأي موسم بالكأس أو بالدوري.
خاض ستيف فوستر مسيرته مع نادي بورتسموث في موسم 1975–76 ليلعب معه أربعة مواسم، مشاركًا في 109 مباراة سجل خلالها 6 أهداف. ثم انتقل إلى نادي برايتون أند هوف ألبيون في موسم 1979–80 في المرة الأولى ليلعب معه خمسة مواسم ثم في موسم 1992–93 ليلعب معه أربعة مواسم، حيث شارك طوالها في 287 مباراة سجل خلالها 13 هدفًا. لينتقل بعدها إلى نادي أستون فيلا في موسم 1983–84 ولمدة موسمين، مشاركًا في 15 مباراة سجل خلالها 3 أهداف. ثم انتقل إلى نادي لوتون تاون في موسم 1984–85 ليلعب معه خمسة مواسم، مشاركًا في 163 مباراة سجل خلالها 11 هدفًا. هذا وانتقل لاحقًا إلى نادي أكسفورد يونايتد في موسم 1989–90 واستمر معه طيلة ثلاثة مواسم، مشاركًا في 95 مباراة سجل خلالها 9 أهداف.

## روابط خارجية
- ستيف فوستر على موقع قاعدة بيانات كرة القدم.إي يو (الإنجليزية)
- ستيف فوستر على موقع ناشيونال فوتبول تيمز (الإنجليزية)
- ستيف فوستر على موقع Soccerbase.com (لاعب) (الإنجليزية)